# Alicia Amherst
Alicia Margaret Tyssen Amherst (30 juillet 1865 - 14 septembre 1941) est une horticultrice, botaniste et auteure du premier récit scientifique de l'histoire du jardinage anglais.

## Vie familiale et personnelle
Alicia Amherst est née en 1865 à Poole, Dorset, l'une des sept filles de William Tyssen-Amherst, 1er baron Amherst de Hackney, qui est plus tard député conservateur de West Norfolk. Sa mère, Margaret Susan Mitford, est une jardinière passionnée et donne à Amherst sa propre parcelle à entretenir à l'âge de dix ans. Son intérêt pour l'histoire est stimulé par l'accès à la grande bibliothèque de son père. 
En 1898, elle épouse Evelyn Cecil et obtient le deuxième des noms sous lesquels elle publiera, Mme Evelyn Cecil. Ils ont trois enfants. Evelyn Cecil, député conservateur, est anobli et, en 1934, élevé à la pairie en tant que baron Rockley, elle devient donc Lady Rockley de Lytchett Heath, puis la baronne douairière Rockley, deux autres noms sous lesquels elle publie.   
Elle est décédée à Poole en 1941. 

## Ecrits
Amherst est connue pour son premier livre et toujours le plus célèbre, The History of Gardening in England (1895), publié sous le nom d'Alicia MT Amherst. De manière inattendue pour son auteur, c'est un énorme et immédiat succès. Pour la deuxième édition, moins d'un mois après la première, Amherst reçoit dix fois le montant qui lui a été offert pour la première.  
À l'époque, la plupart des livres de jardinage sont des manuels pratiques, et Amherst est le premier écrivain à jeter un regard attentif sur l'histoire du jardinage en Angleterre, remontant beaucoup plus loin dans le temps que les autres écrivains de jardinage. En effet, elle est le fer de lance de la première vague d'écriture sur l'histoire des jardins euro-américains, avec des œuvres aussi connues que Rose Standish Nichols ' English Pleasure Gardens en 1902 et Marie-Luise Gothein 's A History of Garden Art en 1913. Plus savante mais moins éloquente que sa contemporaine Gertrude Jekyll, Amherst n'est jamais devenue un écrivain aussi populaire ou influent sur le jardinage. Mais avec ses notes de bas de page méticuleuses et sa bibliographie annotée exhaustive, The History of Gardening in England est l'ouvrage faisant autorité dans son domaine et reste précieux pour les historiens d'aujourd'hui. 
Amherst écrit plusieurs autres livres, dont deux pour enfants après être devenue mère : Children's Gardens (1902) et Children and Gardens (1908).  Her London Parks and Gardens (1907) est le premier livre sérieux et profondément informé sur les espaces ouverts de Londres. 
Amherst écrit un certain nombre d'articles scientifiques sur l'histoire des jardins, ainsi que la culture de plantes inhabituelles dans son propre jardin et la collecte de spécimens lors de voyages à l'étranger pour les Jardins botaniques royaux de Kew.  

### Livres
- L'histoire du jardinage en Angleterre (1896, comme Alicia MT Amherst)
- Jardins d'enfants (1902, comme l'honorable Mrs. Evelyne Cecil)
- Parcs et jardins de Londres (1907, comme l'honorable Mrs. Evelyn Cecil; avec des illustrations de Lady Victoria Manners )
- Enfants et jardins (1908)
- Fleurs sauvages des grands dominions de l'Empire britannique (Macmillan, 1935, sous le nom de Lady Rockley)
- Quelques fleurs sauvages canadiennes: être la première partie des fleurs sauvages des grands dominions de l'Empire britannique (1937, en tant que Lady Rockley)
- Jardins historiques d'Angleterre (1938, comme Mrs. Evelyne Cecil)

## Autres activités botaniques et horticoles
Les expéditions de collecte d'Amherst l'ont emmenée au Mozambique et en Afrique du Sud (1899), en Rhodésie (1900) et à Ceylan, en Nouvelle-Zélande, en Australie et au Canada (1927). 
C'est une période où des écoles d'horticulture sont fondées en Angleterre et Amherst défend les intérêts des femmes entrant dans le domaine. 
Amherst est également connue comme une bonne artiste de sujets botaniques et autres. En 1900, son mari publie On the Eve of the War: A Narrative of Impressions during a Journey in Cape Colony, the Free State, the Transvaal, Natal, and Rhodesia et plusieurs de ses illustrations sont tirées de croquis ou de photographies d'Amherst.
Elle participe à une campagne pour sauver le Jardin botanique de Chelsea, un jardin londonien datant de 1673.  Elle siège à son comité de gestion, et le jardin détient désormais ses archives. 

## Honneurs et héritage
Amherst est nommée membre de l'Ordre de l'Empire britannique en 1918.  Elle est la seule femme à recevoir la Freedom of the Worshipful Company of Gardeners, une compagnie de livrée londonienne (une sorte d'association commerciale ou de guilde) qui a été créée en 1605. 
La plante Hebe 'Alicia Amherst' - un cultivar à fleurs violettes synonyme de H. veitchii ainsi qu'une espèce végétale Kaempferia ceciliae NEBr. (famille des Zingiberaceae ) - porte son nom.
Une première biographie, The Well-Connected Gardener: A Biography of Alicia Amherst, Founder of Garden History, est publiée en 2010. 